# Объект любви
«Объект любви» (англ. Love Object) — американский фильм ужасов 2003 года с различными элементами других жанров режиссёра Роберта Париджи. Премьера фильма состоялась 5 апреля 2003 года. Фильм вышел только в США и собрал всего $6 028, из них в первый уик-энд проката $4 492, при этом фильм демонстрировался всего лишь в одном кинотеатре. Съёмки фильма продолжались 18 дней.
Замысел съёмки подобного фильма у режиссёра возник после реального случайного столкновения с похожим интернет-сайтом, о котором узнаёт главный герой фильма.

## Сюжет
Клерк Кеннет Уилсон работает в компании, занимающейся производством инструкций по применению. У него нет девушки, благодаря чему его очень заинтересовал показанный его друзьями по работе сайт, в котором клиент мог выбрать себе сексуальную куклу-заменитель реального партнёра. При этом клиент мог выбрать необходимые пропорции, внешность и т. д. Куклы были очень похожи на реального человека.
Кеннет оформляет заказ и избирает в качестве образца его напарницу по работе Лизу, кукла же носит имя Никки. Поначалу Кеннет относится к кукле скептически, и она кажется ему не такой уж и живой. Однако после прочтения инструкции, где было написано, что для взаимодействия с куклой необходимо задействовать своё воображение, взаимоотношения Кеннета и Никки начали стихийно развиваться. Кеннет взаимодействует с куклой так, как если бы он взаимодействовал со своей реальной напарницей Лиззи: он красит ногти куклы в тот же цвет, что и у Лизы, он разговаривает с куклой, танцует с ней вальс, смотрит фильмы и т. д.
С ростом и развитием отношений Кеннета с куклой он также начал преуспевать в реальной жизни: стал чаще улыбаться, исчезла его застенчивость и скромность, работа пошла в гору и, наконец, он стал встречаться со своей напарницей Лизой. Создаётся любовный треугольник: Кеннет, Лиза и кукла Никки.
Вскоре Кеннета начинает, как ему кажется, преследовать Никки: ему чудятся телефонные звонки от неё, он чувствует её взгляд, слежку за собой. В итоге Кеннет обрушивает всю свою накопившуюся злобу на куклу, избивает её и, в итоге, расчленяет в ванной. Грань между реальными людьми и куклой начинает стираться.

## В ролях
| Актёр               | Роль          |
| ------------------- | ------------- |
| Десмонд Харрингтон  | Кеннет Уилсон |
| Мелисса Сейджмиллер |               |
| Удо Кир             |               |
| Рип Торн            |               |

## Критика
Некоторые критики определяют стилистику фильма как эротико-мелодраматический триллер. По словам того же критика фильм условно можно разделить на две части: первая — эротико-мелодраматическая, в которой Кеннет развивает свои отношения с куклой и вторая — психопатологический триллер, в которой разрешается любовный треугольник Кеннет, Лиза и Никки. При этом вторая часть, по мнению того же критика, вызывает больший интерес, и кроме того, содержит определённую толику мрачного юмора.

## Награды
- Кинофестиваль в Жерармере 2004 года — приз критики
- «Объект любви» (англ.) на сайте Internet Movie Database